# Álvaro Gaudêncio Filho
Álvaro Gaudêncio Filho (São João do Cariri, 8 de fevereiro de 1930 - Campina Grande, 12 de março de 2004) foi um pecuarista, jurista e político brasileiro.

## Carreira política
Filho de Quitéria Lucas Gaudêncio e Álvaro Gaudêncio de Queiroz, nasceu em uma família de políticos: seu pai foi deputado federal durante 20 anos, e seu irmão Manoel Gaudêncio exerceu 3 mandatos na Assembleia Legislativa. Seu tio-avô José Gaudêncio Correia de Queirós foi senador e deputado federal, e seu filho Bruno Gaudêncio foi vereador em Campina Grande e também deputado estadual nos anos 90. Álvaro Neto, seu sobrinho, também foi vereador e deputado federal.
Formado em direito na Faculdade de Direito da Universidade Federal de Pernambuco em 1955, trabalhou como promotor público na comarca de Monteiro até 1957, quando foi transferido para exercer o cargo em Campina Grande, onde permaneceria até 1958. No ano seguinte, tornou-se defensor público na mesma comarca, função que exerceu até 1964. Durante o período, assinou sua filiação à UDN.
Sua estreia eleitoral foi em 1964, quando foi eleito prefeito de Serra Branca, numa eleição que teve o próprio Gaudêncio como candidato único. Assumiu o cargo no mesmo ano, e com a instituição do bipartidarismo, foi para a ARENA.
Em 1970 foi eleito para seu primeiro mandato como deputado federal, com 44.893 votos (segundo mais votado). Reeleito em 1974, envolveu-se em problemas com seu partido ao votar favoravelmente à emenda do senador Accioly Filho, que extinguia os chamados "senadores biônicos" (eleitos indiretamente) e apoiar a candidatura de Antônio Mariz ao governo da Paraíba em 1978 (que, no entanto, não saiu do papel), mesmo ano em que conquistou o terceiro mantado seguido para a Câmara dos Deputados.
Com a extinção do bipartidarismo em 1979, Gaudêncio migrou para o PDS, pelo qual reelegeu-se pela terceira vez seguida. Votou a favor da emenda Dante de Oliveira em 1984 e, na convenção pedessista que escolheria o candidato do partido à Presidência, votou em Mário Andreazza, que foi derrotado por Paulo Maluf. Em 1986, decidiu não tentar o quinto mandato seguido para deputado federal, dedicando-se às atividades empresariais do setor rural.
Durante a administração do senhor Antonio Veríssimo de Souza (1983-1988) como prefeito de Montadas, um módulo esportivo foi construído, bem como um rua frente ao mesmo, recebendo ambos o nome do senhor Álvaro Gaudêncio Filho.
Sua última eleição foi em 1990, quando tentou voltar à Câmara pelo PFL. Mesmo com 19.747 votos, ficou apenas como segundo suplente de sua coligação. Após o pleito, encerrou definitivamente sua carreira política. Faleceu em 12 de março de 2004, aos 74 anos.